# Embouteilleur
 (juin 2023).
Si vous disposez d'ouvrages ou d'articles de référence ou si vous connaissez des sites web de qualité traitant du thème abordé ici, merci de compléter l'article en donnant les références utiles à sa vérifiabilité et en les liant à la section « Notes et références ».

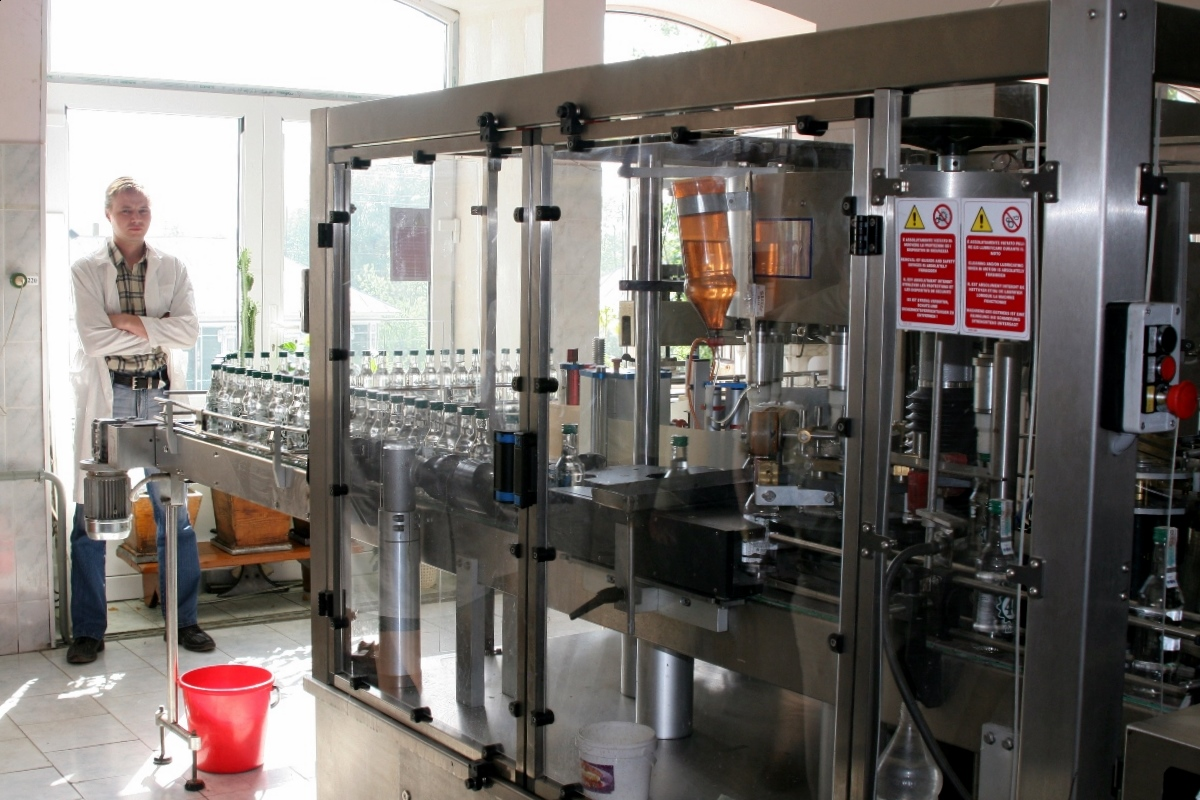
Machine de mise en bouteilles de vodka.

Un embouteilleur ou entreprise d'embouteillage est une société commerciale qui commercialise, vend et distribue les boissons principalement grâce à une franchise accordée par une autre société. Ces sociétés d'embouteillage bénéficient souvent d'une exclusivité sur un territoire donné, produisent le produit fini en canette et ou en bouteille à partir d'un sirop fourni par le franchiseur puis le distribuent aux magasins, distributeurs automatiques et restaurants.
Ce schéma industriel est celui adopté par des groupes comme The Coca-Cola Company, PepsiCo ou Dr Pepper Snapple Group pour leurs produits respectifs. Les embouteilleurs peuvent avoir des franchises de plusieurs entreprises et aussi être détenues totalement ou partiellement par leur franchiseur.